# Sant Esteve de Vila-setrú
Sant Esteve de Vila-setrú (també escrit Vilacetrú) és una església situada a la finca d'El Poquí de Manlleu (Osona), inclosa en l'Inventari del Patrimoni Arquitectònic de Catalunya.

## Descripció
És una església de nau única amb creuer i sense absis. Al presbiteri hi ha dues finestres rectangulars. La façana, orientada a ponent, s'obre a través d'un portal en forma de timpà (amb una petxina al mig) sostingut per dues columnes adossades al mur.
Al damunt hi ha un òcul gairebé cònic. El capcer presenta una forma sinuosa a la zona central. Al nord-est hi ha un campanar de torre adossat al temple i amb obertures semicirculars a la part superior, cobert a quatre vessants. La capella està envoltada per un mur que tanca el jardí.

## Història
Situada al nord-oest de la població, a prop dels antics masos de Corcó i de Vila-setrú, que li ha donat el nom, en unes excavacions del 1993 aparegueren unes restes de murs irregulars d'època preromànica.
Ja en època romànica, es construí l'església de la que deriva l'actual, consagrada el 906. Inicialment vinculada al monestir de Santa Maria de Manlleu, entre els anys 1025 i 1050 va adquirir la categoria de parròquia independent, per a tornar a dependre de Santa Maria entre els anys 1332 i 1361, administrada per un sacerdot del prior de la canònica agustiniana. Actualment continua com a sufragània de Santa Maria.
Del segle xvi hi ha restes d'un possible cimbori al centre de la nau. Al segle xvii es construiren dues capelles laterals a cada costat i es pavimentà l'església. A l'interior es va documentar una sepultura de grans dimensions amb 5 individus enterrats.
Després de la Guerra Civil espanyola, s'instal·là la coberta de teules i una nova estructura annexa, formada per l'absis actual i la sagristia, així com el campanar, reconstruït després que el 1867 un llamp destruís l'antic.